# 馬拉圭縣

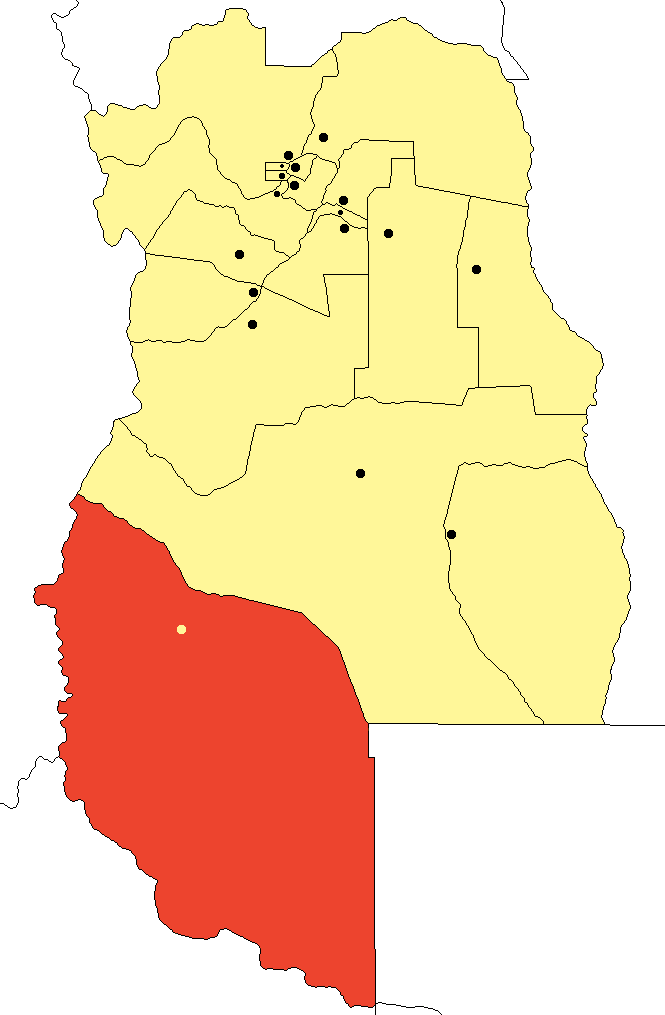

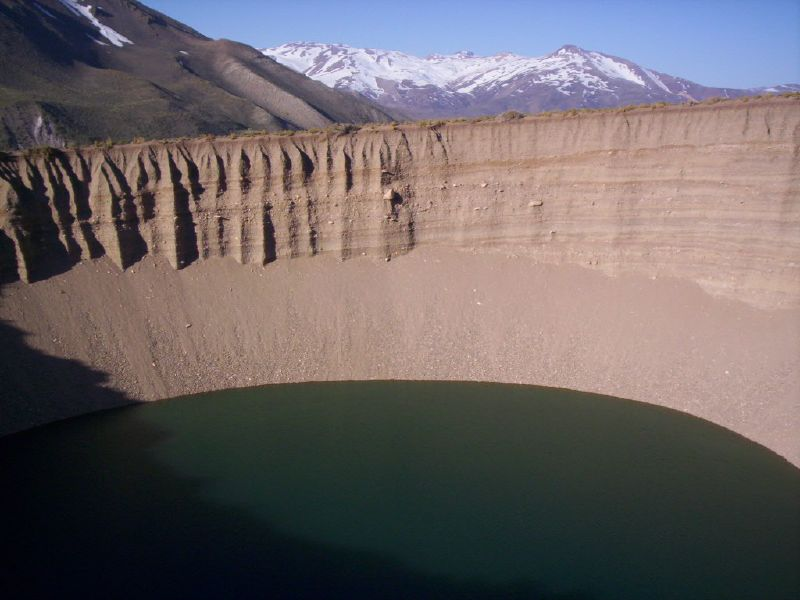

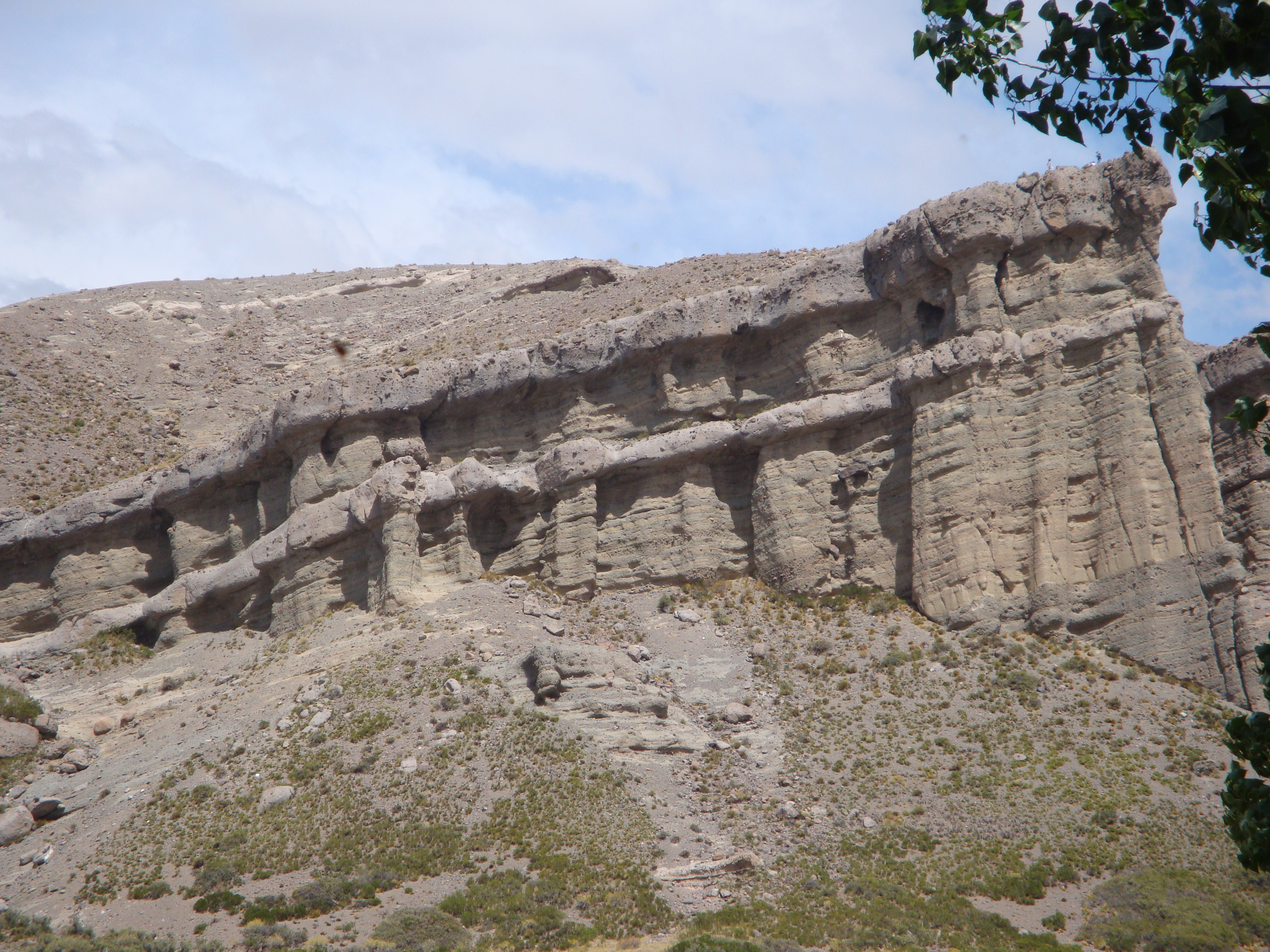

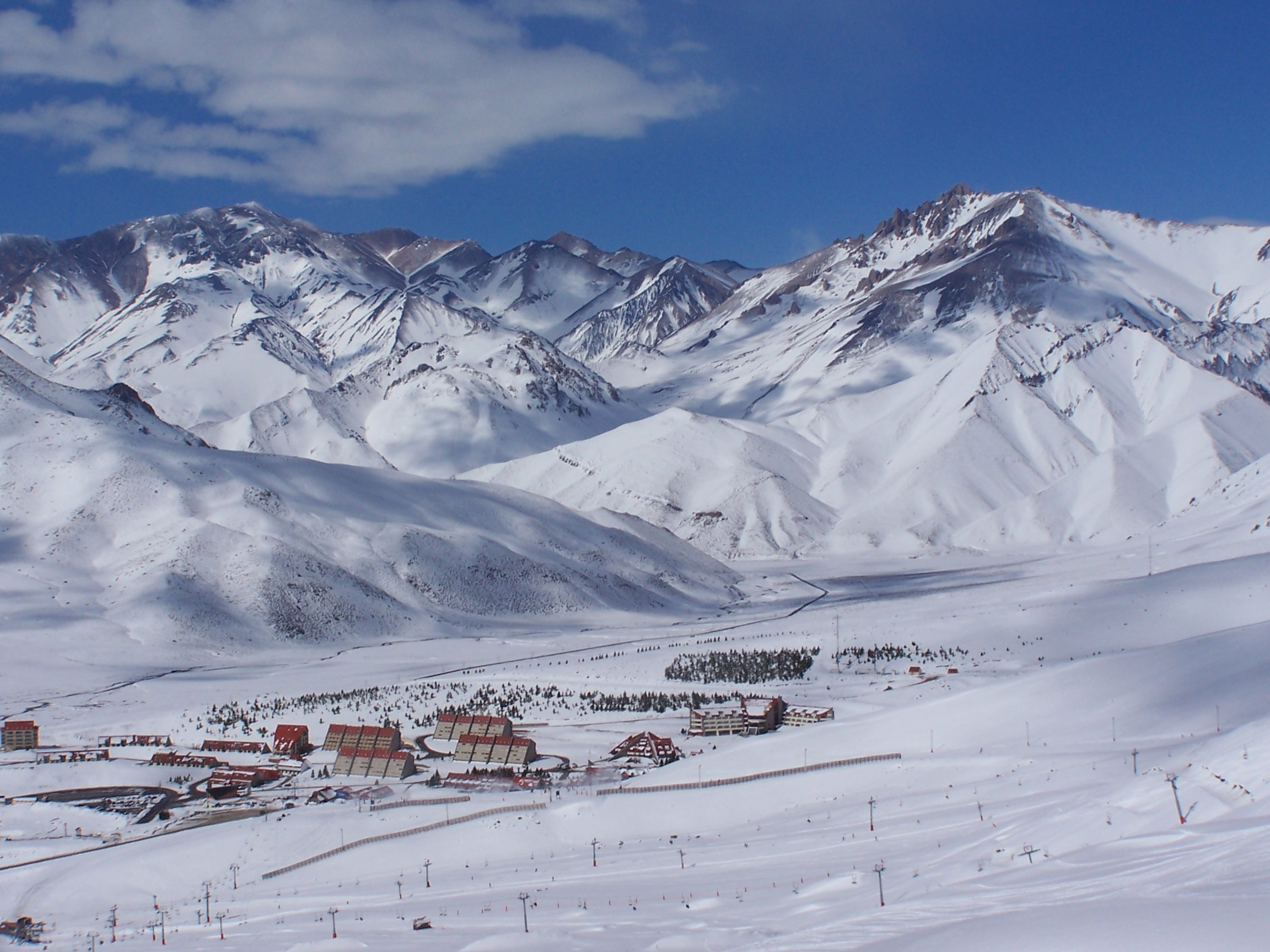

36°10′S 69°20′W / 36.167°S 69.333°W
馬拉圭縣（西班牙語：Departamento Malargüe），是阿根廷的縣份，位於該國西部門多薩省，首府設於馬拉圭]，西面是智利，面積41,317平方公里，2010年人口28,887，人口密度每平方公里0.7人。